# 19637 Презбрей
19637 Презбрей (19637 Presbrey) — астероїд головного поясу, відкритий 7 вересня 1999 року.
Тіссеранів параметр щодо Юпітера — 3,637.